# Белобородов, Николай Николаевич
Николай Николаевич Белобородов (род. 28 июня 1969 года, Батайск) — российский тренер по лёгкой атлетике, специализирующийся в подготовке метателей молота. Заслуженный тренер России.

## Биография
Николай Николаевич Белобородов родился 28 июня 1969 года в Батайске. Окончил школу № 4, а затем — педагогический институт Южного федерального университета.
Работал тренером в МБУ ДО ДЮСШ г. Батайска. Позже был тренером в ФГБУ «Центр спортивной подготовки сборных команд России». С 2015 года работает старшим тренером группы метаний сборной команды России по лёгкой атлетике.
Наиболее известными спортсменами среди его воспитанников являются:
- Татьяна Белобородова (Лысенко) — двукратная чемпионка мира (2011, 2013), чемпионка Европы 2006 года[4];
- Екатерина Хороших — чемпионка Европы среди молодежи 2005 года;
- Евгений Айдамиров — чемпион мира среди юниоров 2006 года[5];
- Елена Ригерт (Прийма) — участница Олимпийских игр 2008 года, участница чемпионата мира 2007 года;
- Мария Беспалова — участница Олимпийских игр 2012 года, серебряный призёр чемпионата мира среди юношей 2003 года;
- Денис Лукьянов — многократный призёр чемпионатов России[6].

### Семья
В 2014 году женился на Татьяне Белобородовой (Лысенко), которую тренирует в метании молота с 17 лет. В 2015 году у них родился сын Макарий. Семья живёт в городе Жуковский Московской области.
Также у Белобородова есть сын от первого брака — Николай (род. 1997).

## Награды звания
- Почётное звание «Заслуженный тренер России».
- Орден Дружбы (2013)[12][13].